# Voskhod (vaisseau spatial)
Pour les articles homonymes, voir Voskhod (homonymie).
Le vaisseau spatial Voskhod (russe : Восход, "Lever du jour") est un véhicule spatial habité utilisé en 1964 et 1965 par l'Union soviétique pour remplacer le vaisseau Vostok aux capacités limitées. Ce vaisseau est conçu dans un laps de temps très court pour faire jeu égal avec la NASA qui développe à la même époque le vaisseau Gemini. Il est utilisé uniquement pour deux missions spatiales habitées : Voskhod 1 en 1964 emporte pour la première fois un équipage de trois personnes et Voskhod 2 en 1965 au cours de laquelle Leonov effectue la première marche dans l'espace. Sa conception étant trop proche de celle du vaisseau Vostok pour permettre des missions complexes, il est abandonné au profit du vaisseau Soyouz qui prend sa suite en 1967 à l'issue d'une longue phase de développement.

## Contexte

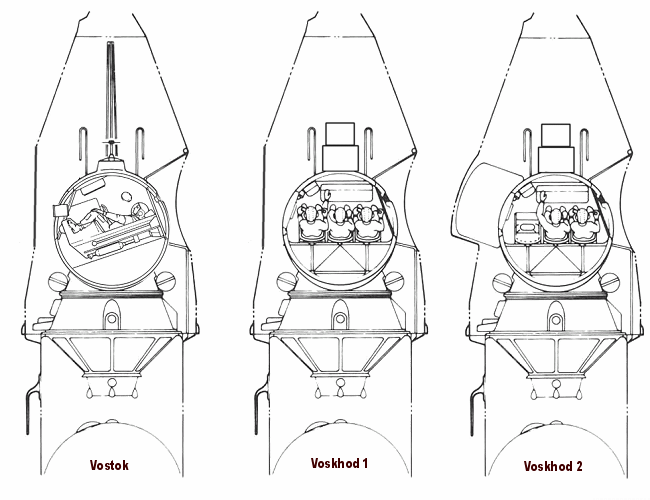
Comparaison du vaisseau Vostok avec les vaisseaux des missions Voskhod 1 et Voskhod 2.

Le développement du vaisseau Voskhod est lancé pour maintenir l'avance du programme spatial soviétique sur celui de la NASA. En 1963, alors que les soviétiques utilisent toujours pour leurs missions spatiales habitées le vaisseau monoplace Vostok, l'agence spatiale américaine développe un vaisseau biplace dans le cadre du programme Gemini qui a pris la suite du programme Mercury. Le nouveau vaisseau doit permettre aux américains d'effectuer des missions dont l'astronautique soviétique n'est pas capable, notamment de lancer des équipages de deux personnes. Pour ne pas se faire devancer par les américains en attendant la mise au point du vaisseau triplace Soyouz, le responsable du programme spatial soviétique Korolev propose d'adapter rapidement le vaisseau Vostok pour lui permettre d'emporter 3 cosmonautes. Dans cette nouvelle version, baptisée Voskhod, des impasses importantes sont faites sur la sécurité pour tenir le devis de masse et limiter les modifications : il n'y a plus de tour de sauvetage et les astronautes ne portent pas de scaphandres.

## Développement
Le vaisseau spatial Voskhod est une simple évolution du vaisseau Vostok. Le siège éjectable unique est remplacé par trois couchettes fixes tournées de 90° par rapport à la disposition dans Vostok pour permettre leur installation. Les panneaux de commande et d'affichage n'ayant pas changé de position, les membres de l'équipage doivent se tourner de 90° pour lire les données affichées ou effectuer des manipulations. La disparition du siège éjectable signifie que, contrairement aux vols Vostok qui l'ont précédé, les cosmonautes des vols Voskhod ne s'éjectent plus avant l'arrivée au sol mais atterrissent avec la capsule. Celle-ci est freinée immédiatement avant la prise de contact avec le sol par des fusées à propergol solide fixées sur les suspentes du parachute pour limiter la vitesse du vaisseau à l'impact. Par ailleurs une rétrofusée de secours est montée sur le module de descente pour pallier une défaillance de la rétrofusée à ergols liquides utilisée jusque-là par le vaisseau Vostok. Le vaisseau emporte suffisamment de consommables pour permettre à l'équipage de tenir 10 jours dans l'espace : ce délai est suffisant pour que le vaisseau effectue une rentrée atmosphérique sans avoir été freiné par une rétrofusée par la seule action de la trainée atmosphérique résiduelle. Pour faire rentrer 3 hommes dans une capsule prévue pour un, l'équipage ne porte pas de combinaisons spatiales. Pour la mission Voskhod 2, l'équipage, limité à deux personnes, emporte des combinaisons.

### Caractéristiques techniques

Voskhod 1 et 2.

Deux versions du vaisseau Voskhod ont été développées : la version triplace (3KV) utilisée pour la mission Voskhod 1 et la version 3KD utilisée par la mission Voskhod 2 et permettant une marche dans l'espace : celle-ci ne comporte que deux couchettes et emporte un sas externe dépliable d'une masse de 250 kg posé à l'extérieur d'une nouvelle écoutille découpée dans le module habitable à l'opposé de l'ouverture existante. Ce sas est notamment rendu nécessaire car les équipements de Voskhod ne peuvent pas être exposés au vide étant refroidis par l'air ambiant. La masse du nouveau vaisseau est d'environ 5 682 kg soit près d'une tonne supérieure à celle du vaisseau Vostok (4,73 t). Pour pouvoir le lancer une nouvelle version du lanceur Vostok, le lanceur Voskhod doté d'un deuxième étage plus puissant est utilisé.
|          | Version 3KV | Version 3KD |
| -------- | ----------- | ----------- |
| Masse    | 5 682 kg    | ?           |
| Longueur | 5 m         | idem        |
| Diamètre | 2,43 m      | idem        |